# Ejury Nándor
Ejury Nándor, Ejuri Ferdinánd Béla (Nagykanizsa, 1846. szeptember 7. (keresztelés) – ?) magyar gépészmérnök, főgépész, Ejury Lajos édesapja.

## Életpályája

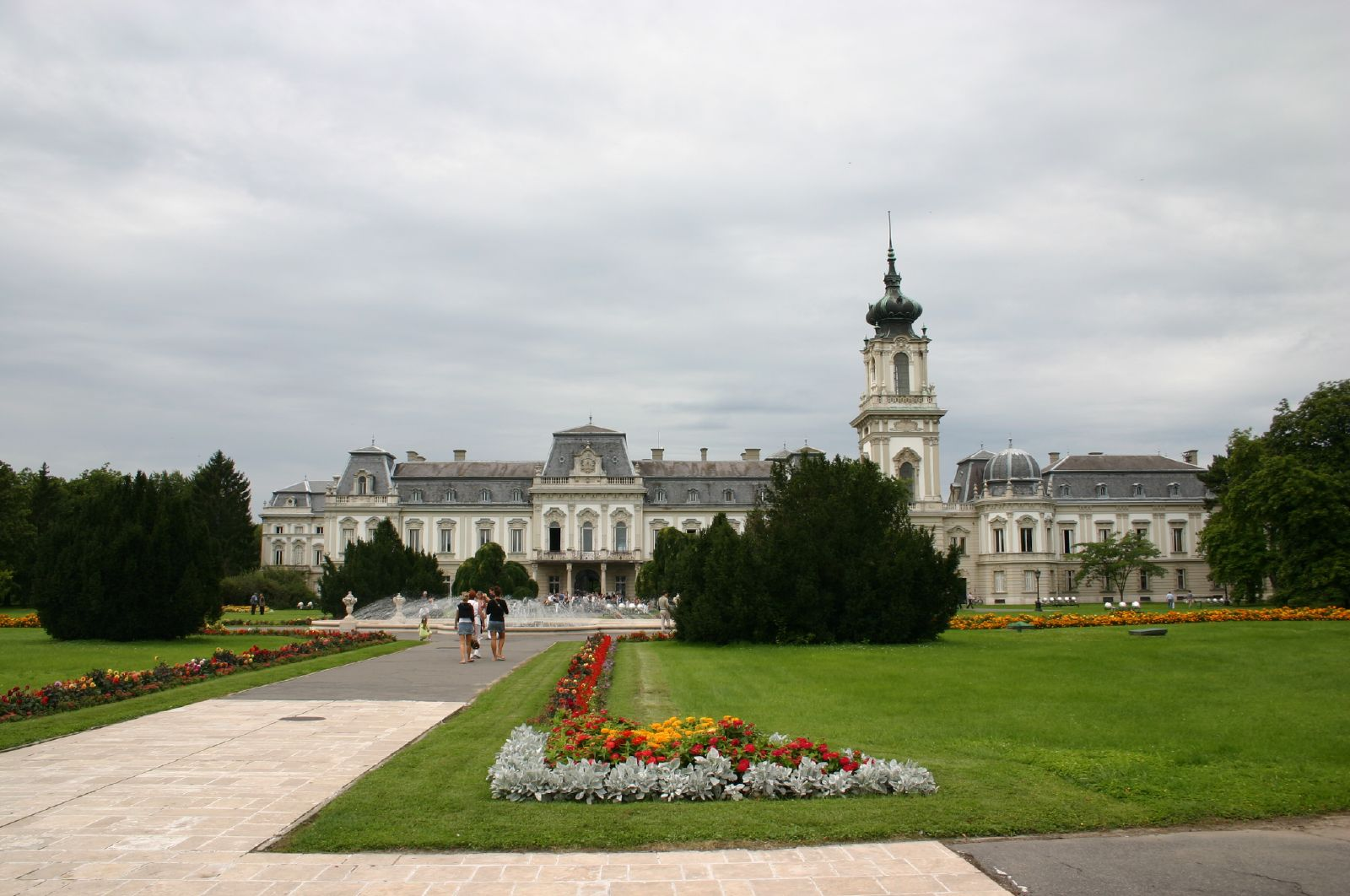
A keszthelyi Festetics-kastély a 21. században

Apja Ejuri János műépítész volt, aki állami hídépítő főútmesterként dolgozott, édesanyja Rupp Erzsébet. Középiskolai tanulmányait Sümegen végezte a reáliskolában. A szülei Bécsbe küldték négy évre tanoncként a szesz-cukor- és sörgyári felszerelést készítő Prick céghez. Ejury Nándor harmadéves tanoncként részt vett a Mikes-féle szeszgyár építésénél; a gyárat ő adta át és ő végezte az első főzést is. Mint negyedéves tanonc ő építette gróf Batthyány Zsigmond zalaszentgróti szeszgyárát, ahol ő tanította be a kezelést is. 1865-ben Grazban járt tanulmányúton, a Kőrössy-féle gép- és vashídgyárban. Ugyanebben az évben Nagykorpádon épített gőzmalmot. 1876-ban a Festetics uradalom szolgálatába lépett Taranyban. 
1885-ben lett főgépész Keszthelyen. Az ő nevéhez fűződik az akkoriban épült európai hírű Festetics-kastély világítására szolgáló gázgyár, a 7 kilométeres vízvezeték, meleg szolgáltatására a központi fűtés, az egész uradalom területére szóló telefonhálózat, valamint szökőkutak, üvegházak létesítése. Később az ő felügyelete alá kerültek a kastély elektrotechnikai berendezése, a gázgyár helyére kerülő fűrésztelep, a gőzekék és a traktorok is. Számos szakképzett iparos került ki az ő műhelyéből. Hosszú időn keresztül volt választott képviselőtestületi tag. Emellett állandó községi szakértői feladatokat is elvégzett.

## Díjai, elismerései
- A Nagyatádon rendezett mezőgazdasági gépipari kiállításon egy  első és egy második díjat nyert.
- Az önkéntes tűzoltóegyesület és az Iparosok Dalköre dísztagjának választotta őt.
- V. osztályú polgári érdemkereszt (1927, szolgálatának 50. évfordulója alkalmából)